# 1177
Năm 1177  trong lịch Julius.